# Sitora Nasarowa
Sitora Nasarowa (tadschikisch/russisch Ситора Назарова) ist eine kasachische Popsängerin tadschikischer Herkunft. Ihre Familie gehört der Minderheit der Pamiri an. Ihr Großvater, Mehrubon Nasarow, war Kulturminister der TaSSR. 1989 wurde sie zur Miss Tadschikistan gewählt. Als der Tadschikische Bürgerkrieg ausbrach, übersiedelte sie mit ihrem Onkel Daler Nasarow in die Stadt Almaty in Kasachstan, wo sie den Dieb im Gesetz mit dem Spitznamen “Roter Diamant” (russisch Рыжий Алмаз) heiratete. Nach seinem Tod startete sie ihre Solo-Musikkarriere. Zurzeit (Stand 2016) gilt sie als Popstar in Kasachstan.